# Пак Чи Ын
Пак Чи Ын (кор. 박지은; род. 4 ноября 1983 года) — профессиональный игрок 9 дана по го, обладательница нескольких женских корейских титулов го. Является одной из четырёх женщин (вместе с Чо Хе Ён, Фэн Юнь и Жуй Найвэй), имеющих высший ранг го — 9 профессиональный дан.

## Биография
Пак Чи Ын получила ранг 1 профессионального дана по го в 1997 году в возрасте 14 лет. В 1999 году она победила в первом розыгрыше женского титула мёнин. В 2008 году получила высший ранг 9 профессионального дана, став третьей женщиной в мире, добившейся этого. Также в 2008 году Пак Чи Ын завоевала бронзовую медаль в дисциплине женский индивидуальный зачёт по го на I Всемирных интеллектуальных играх в Пекине.

## Титулы
| Титул                             | Победа     | Финалист |
| --------------------------------- | ---------- | -------- |
| Женский мёнин                     | 1999       | 2000     |
| Женский куксу                     | 2008       |          |
| Dali Tourism Cup Women Go Contest | 2007       |          |
| Jeongganjang Cup Women Go Contest | 2004       |          |
| Yuanyang Cup Women Go Contest     | 2007       |          |
| Bingsheng Cup Women Go Contest    | 2010, 2011 |          |
| Hungchang Cup Women Go Contest    |            | 2001     |
| Haojue Cup Women Go Contest       |            | 2002     |